# Битва при Казалеккьо
Битва при Казалеккьо (итал. Battaglia di Casalecchio) — сражение, состоявшееся 26 июня 1402 года поблизости от Казалеккьо-ди-Рено, в окрестностях Болоньи. В этом столкновении войска Болоньи под командованием Джованни I Бентивольо противостояли войскам герцога Милана Джан Галеаццо Висконти и его союзников: синьоров Римини Малатеста и синьора Мантуи Франческо I Гонзага. Главнокомандующим миланского войска был Альберико де Барбиано. В свою очередь Болонья получила поддержку Флоренции, в общем стремлении положить конец территориальным амбициям миланской семьи Висконти — не без влияния ставшего крайне популярным трактата Колюччо Салютати «De tyranno» («О тиране»).
В войске Джан Галеаццо Висконти находились многие итальянские феодалы. Миланский авангард, состоящий из 2000 кавалеристов, возглавляли Фачино Кане, Лодовико да Барбиано (сын Альберико да Барбиано) и Людовико Гибриотто Кантелли (Людовико Пармский). Кантелли сражался против Бернардо делла Серра и захватил в сражении Риго Галлетто, Пьетро да Каррара и Бруноро Делла Скала, которых увел в Парму.
Болонское войско уступало противникам в численности, многие сложили оружие без сопротивления. Последовало поражение, лагерь болонцев был захвачен, некоторые офицеры попали в плен. Джованни Бентивольо укрылся в городе, где попытался собрать других беглецов, вооружить жителей и организовать оборону. Но ворота Болоньи были открыты, войско Висконти вошло внутрь и легко подавило незначительное сопротивление, Джованни Бентивольо был убит. 10 июля 1402 года болонцы избрали Висконти своим синьором.
После падения Болоньи Джан Галеаццо Висконти планировал нападение на Флоренцию, но был тяжело ранен 10 августа 1402 года и 3 сентября того же года скончался.